# Хигинботам, Уильям
Уильям Альфред Хигинботам (варианты написания фамилии — Хигинботем или Хигинботэм, англ. William Alfred Higinbotham, 22 октября 1910, Бриджпорт, Коннектикут — 10 ноября 1994, Гейнсвилл, Джорджия) — американский физик. Член группы американских физиков-ядерщиков, разработавших первую атомную бомбу, позже стал активистом движения за нераспространение ядерного оружия. Помимо этого занял место в истории видеоигр благодаря созданию в 1958 году Tennis for Two, первой интерактивной аналоговой компьютерной игры и одной из первых электронных игр, в которых использовался графический дисплей.

## Биография

### Ранний период жизни
Родился в Бриджпорте, штат Коннектикут, США, вырос в Каледонии, штат Нью-Йорк. Его отец был служителем пресвитерианской церкви. Он получил степень бакалавра в Колледже Уильямса в 1932 году. Продолжил обучение в Корнелльском университете, США. Он работал над изучением радиолокационных систем в Массачусетском технологическом институте с 1941 по 1943 год.

### Карьера

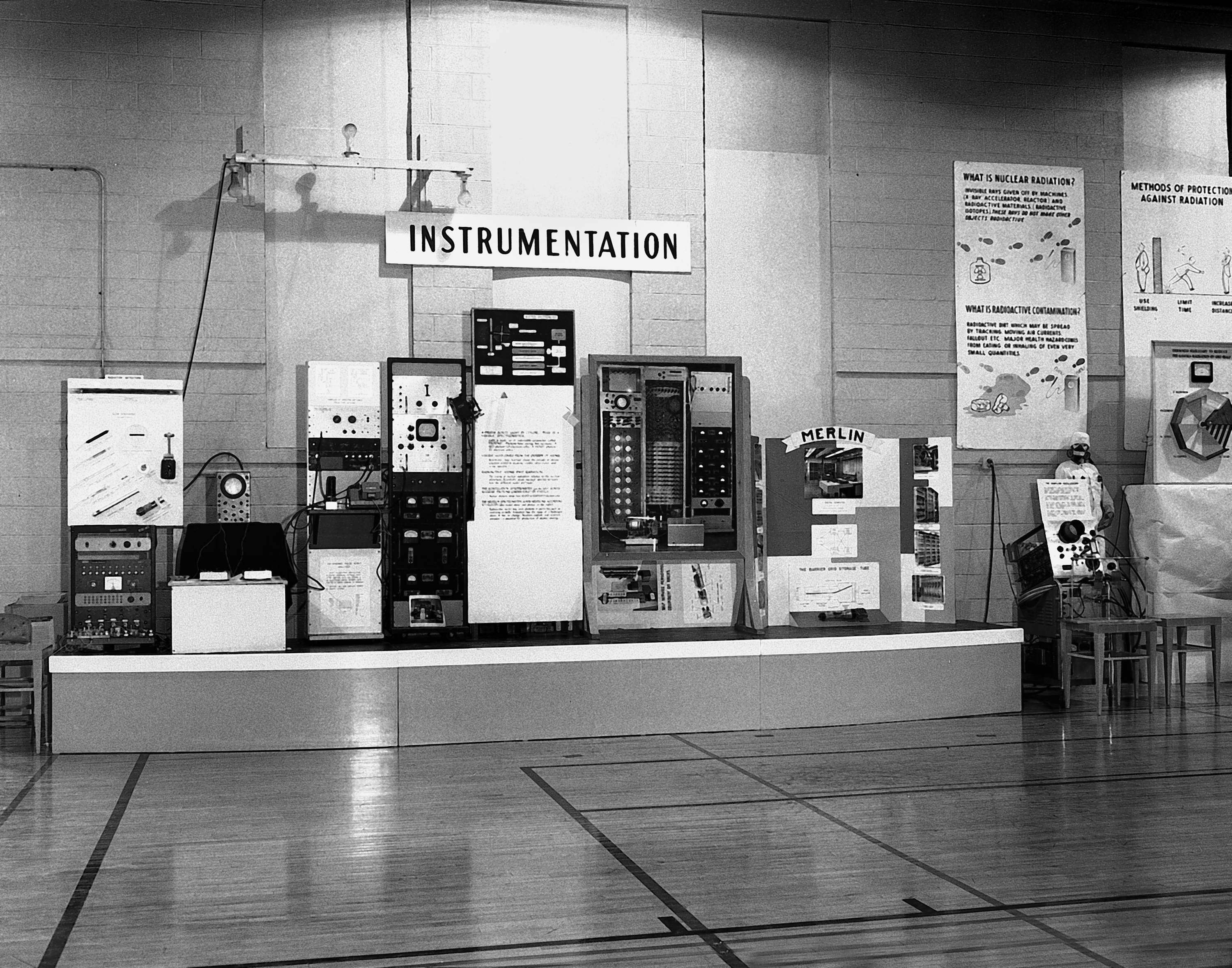
Демонстрация игры «Теннис для двоих» в 1958 году

Во время Второй мировой войны работал в Лос-Аламосской национальной лаборатории и в последние годы войны возглавлял группу электроники в лаборатории, где его команда разрабатывала электронные компоненты для первой атомной бомбы. В составе Манхэттенского проекта его команда создала механизм зажигания и измерительные приборы для атомной бомбы. Хигинботам также создал радиолокационный дисплей для экспериментального бомбардировщика B-28 Dragon. airpages.ru. Дата обращения: 7 ноября 2023.. Понимая механизмы работы над ядерным оружием и последствия его применения, Хигинботам помог основать группу «Федерация американских учёных» по нераспространению ядерного оружия, будучи её первым председателем и исполнительным секретарем. С 1974 года и до своей смерти в 1994 году Хигинботам занимал должность технического редактора журнала «Journal of Nuclear Materials Management (англ.). inmm.org. Дата обращения: 7 ноября 2023.», издаваемого Институтом управления ядерными материалами (Institute of Nuclear Materials Management).
В 1947 году Хигинботам занял должность в Брукхейвенской национальной лаборатории, где проработал до выхода на пенсию в 1984 году. В 1958 году, будучи руководителем отдела приборостроения в Брукхейвене, он создал компьютерную игру под названием Tennis for Two для ежегодной выставки своей лаборатории. Симулятор тенниса, отображаемый на осциллографе, считается одной из первых видеоигр. На создание игры у Хигинботама ушло несколько недель, и она стала популярной достопримечательностью на шоу. Игра пользовалась настолько большим успехом, что Хигинботам создал расширенную версию для экспозиции 1959 года. Новая версия позволяла изменять уровень гравитации, чтобы игроки могли имитировать теннис на Юпитере и Луне. Хигинботам так и не запатентовал «Теннис для двоих», хотя за свою карьеру он получил более 20 других патентов.
Из воспоминаний в 1983 г.

В инструкции к компьютеру описывалось, как строить траектории и подпрыгивающие фигуры для исследований. Я подумал: «Черт возьми, из этого получилась бы хорошая игра». [Работая с коллегой Дэйвом Поттером], мне потребовалось четыре часа, чтобы спроектировать такую игру, и техник (Боб Дворжак) за пару недель собрал все воедино…. Все стояли в очереди, чтобы поиграть [на выставке]. Остальные экспонаты, очевидно, были довольно статичными…. Игра мне показалась какой-то очевидной вещью. Даже если бы я [хотел запатентовать ее], игра принадлежала бы правительству.

## Наследие
В 1980-х годах историки признали значение «Тенниса для двоих» в эволюции видеоигр. В 1983 году Дэвид Ал, подростком игравший в эту игру на выставке в Брукхейвене, написал статью для Creative Computing, в которой назвал Хигинботама «дедушкой видеоигр». Фрэнк Ловес (Frank Lovece) так же взял интервью у Хигинботама для статьи об истории видеоигр в июньском выпуске Video Review за 1983 год.
В 2011 году Университет Стоуни-Брук создал группу по созданию Коллекции игр Уильяма А. Хигинботама. Проектом руководили начальник специальных коллекций и университетских архивов Кристен Нитрей и доцент кафедры цифровых культурных исследований Райфорд Гинс. Коллекция предназначалась для «документирования материальной культуры экранных игровых медиа» и, в частности для «сбора и сохранения текстов и артефактов, которые документируют историю и работу Хигинботама как новатора ранних игр из Брукхейвенского национального университета, который в 1958 году изобрел первую интерактивную аналоговую компьютерную игру Tennis for Two». О Tennis for Two исследователи выпустили документальный фильм, посвященный истории создания игры и её реконструкции Питером Такачем, физиком из Брукхейвенской национальной лаборатории.
Хигинботам мало интересовался видеоиграми, предпочитая, чтобы его помнили за работу в области нераспространения ядерного оружия. После его смерти, когда количество запросов о «Теннисе для двоих» возросло, его сын Уильям Б. Хигинботам сказал Брукхейвену: «Крайне важно, чтобы вы включили в историю его жизни сведения о его работе по нераспространению ядерного оружия. Отец хотел, чтобы его запомнили в особенности по этому его достижению». В честь общественной деятельности Хигинботама Федерация американских ученых в 1994 году назвала свою штаб-квартиру Хигинботам-Холл.